# Liste der Biografien/Roq
Liste der Biografien |
Portal Biografien |
Personensuche
# |
A |
B |
C |
D |
E |
F |
G |
H |
I |
J |
K |
L |
M |
N |
O |
P |
Q |
R |
S |
T |
U |
V |
W |
X |
Y |
Z |
?
 
Ra |
Rb |
Rd |
Re |
Rh |
Ri |
Rj |
Rk |
Rl |
Rm |
Rn |
Ro |
Rr |
Rs |
Rt |
Ru |
Rv |
Rw |
Rx |
Ry |
Rz
 
Roa |
Rob |
Roc |
Rod |
Roe |
Rof |
Rog |
Roh |
Roi |
Roj |
Rok |
Rol |
Rom |
Ron |
Roo |
Rop |
Roq |
Ror |
Ros |
Rot |
Rou |
Rov |
Row |
Rox |
Roy |
Roz 
Die Liste der Biografien führt alle Personen auf, die in der deutschsprachigen Wikipedia einen Artikel haben. Dieses ist eine Teilliste mit 63 Einträgen von Personen, deren Namen mit den Buchstaben „Roq“ beginnt.

## Roq

### Roqu
- Roque de Duprey, Ana (1853–1933), puerto-ricanische Schriftstellerin, Pädagogin und Frauenrechtlerin
- Roque Esteban Arana, Adolfo (1916–2003), argentinischer Geistlicher, Bischof von Río Cuarto
- Roqué Farrero, Miquel (1988–2012), spanischer Fußballspieler
- Roque Favier, Pedro (1968–2015), kubanischer Ringer
- Roque Gameiro, Alfredo (1864–1935), portugiesischer Maler
- Roque Júnior (* 1976), brasilianischer FußballspielerRoque Júnior (* 1976)

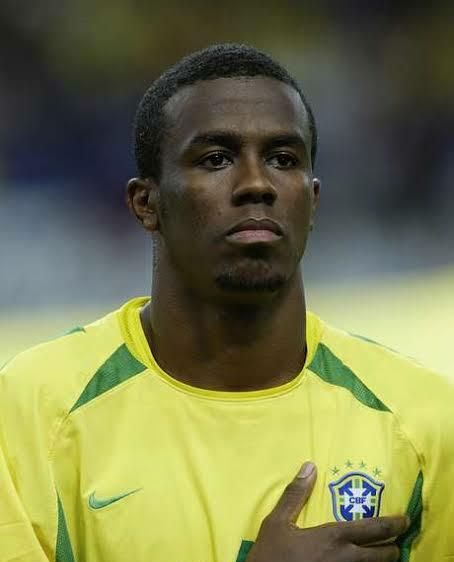
Roque Júnior (* 1976)

- Roque, Argemiro (1923–1998), brasilianischer Sprinter und Mittelstreckenläufer
- Roque, Elaine (* 1960), US-amerikanische Volleyball- und Beachvolleyballspielerin
- Roque, Elso (* 1939), portugiesischer Kameramann
- Roque, Felix, US-amerikanischer Arzt und Politiker
- Roque, Francis Xavier (1928–2019), US-amerikanischer römisch-katholischer Geistlicher, Weihbischof im Militärordinariat
- Roque, Garry (* 1960), kanadischer Vielseitigkeitsreiter
- Roque, Jacqueline (1927–1986), französische Ehefrau Pablo Picassos
- Roque, Martha Beatriz (* 1945), kubanische Wirtschaftswissenschaftlerin und Menschenrechtlerin
- Roque, René (1941–2006), französischer Boxer
- Roque, Vitor (* 2005), brasilianischer Fußballspieler
- Róque, Walter (1937–2014), uruguayisch-venezolanischer Fußballspieler und Trainer
- Roque-Ferrier, Alphonse (1844–1907), französischer Romanist und Okzitanist
- Roque-Gourary, Dita (1915–2010), belgische Architektin
- Roquebrune, Micheline (* 1929), französische Malerin und KunstsammlerinMicheline Roquebrune (* 1929)

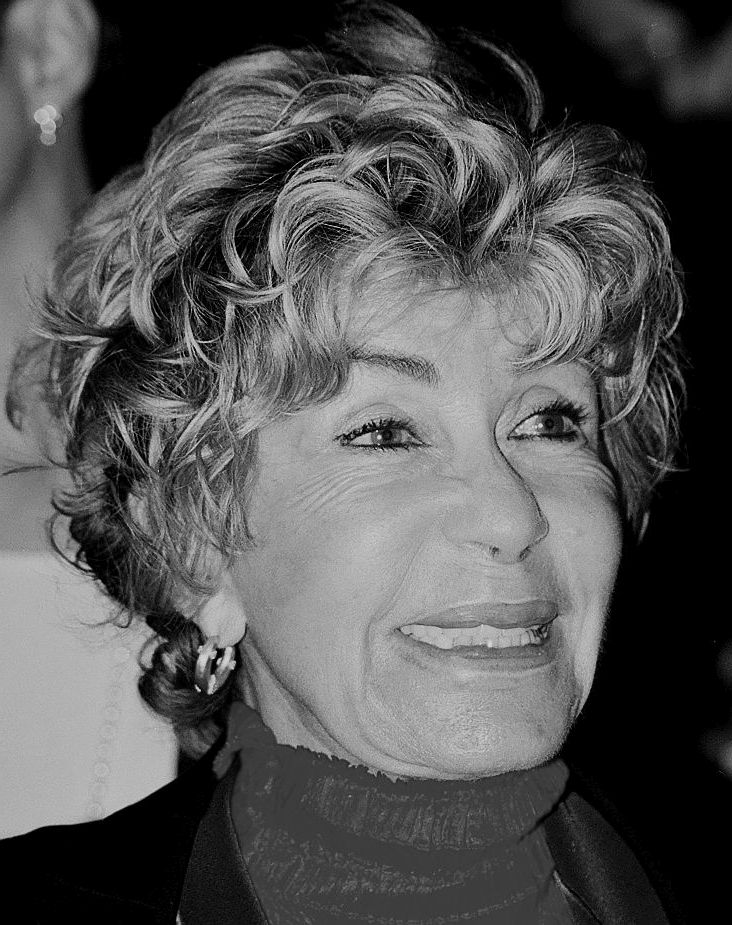
Micheline Roquebrune (* 1929)

- Roquefeuil et du Bousquet, Aymar Joseph de (1714–1782), französischer Seeoffizier, Vizeadmiral
- Roquefeuil et du Bousquet, Jacques Aymar de (1665–1744), französischer Seeoffizier, Vizeadmiral
- Roquefort, Jean-Baptiste-Bonaventure (1777–1834), französischer Musiker, Romanist und Mediävist
- Roqueiro, Carlos (* 1944), argentinischer Radrennfahrer
- Roquelaure, Antoine de (1543–1625), französischer Adliger im Gefolge von Henri de Navarre bzw
- Roquelaure, Antoine-Gaston de (1656–1738), französischer Adliger, Marschall von Frankreich
- Roquelaure, Armand de (1721–1818), Erzbischof von Mecheln
- Roquelaure, Gaston-Jean-Baptiste de († 1683), französischer Adliger, Gouverneur von Guyenne
- Roquemont, Auguste (1804–1852), portugiesischer Maler
- Roquemore, Xosha (* 1984), US-amerikanische Schauspielerin
- Roqueplan, Camille (1802–1855), französischer Maler und Lithograf
- Roques, Bernard (* 1935), französischer Chemiker und Pharmakologe
- Roques, Christian Philipp von (1808–1891), deutscher Jurist und Abgeordneter
- Roques, Clément-Émile (1880–1964), Erzbischof von Rennes und Kardinal der römisch-katholischen Kirche
- Roques, Franz von (1826–1887), deutscher Pfarrer
- Roques, Franz von (1877–1967), deutscher General der Infanterie im Zweiten Weltkrieg
- Roques, Georg von (1833–1904), preußischer Generalleutnant
- Roques, H. F., französischer Cricket- und Fußballspieler
- Roques, Henri (1920–2014), französischer Agronom und Negationist
- Roques, Hermann von († 1906), deutscher Historiker und Major
- Roques, Hieronymus Heinrich von (1795–1850), kurhessischer Oberstleutnant und Kriegsminister
- Roques, Karl von (1880–1949), deutscher General der Infanterie, Angeklagter in den Nürnberger Prozessen und zu 20 Jahren Haft verurteiltKarl von Roques (1880–1949)

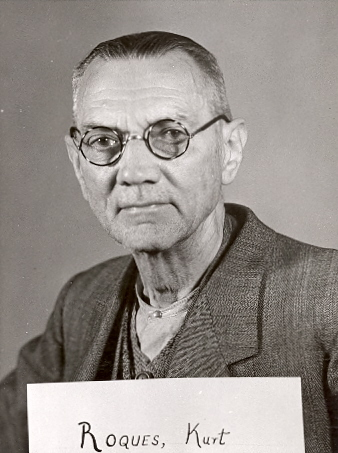
Karl von Roques (1880–1949)

- Roques, Kurt Rüdiger von (1890–1966), Mediziner
- Roques, Mario (1875–1961), französischer Romanist, Mediävist, Albanist und Hochschullehrer
- Roques, Maurice (1911–1997), französischer Geologe und Hochschullehrer
- Roques, Michel (1936–2007), französischer Jazz-Saxophonist, Klarinettist und Flötist
- Roques, Michel (1946–2006), französischer Radrennfahrer
- Roques, Pierre (1685–1748), Schweizer evangelischer Geistlicher
- Roques, Pierre Auguste (1856–1920), französischer General und Kriegsminister
- Roques, Renate von (1912–1968), deutsche Politikerin (CDU), MdA
- Roques, Valeska von (* 1939), deutsche Autorin
- Roquete, António (* 1955), portugiesischer Judoka
- Roquette, Amélie (1844–1918), Gründerin des Lübecker Lehrerinnenseminars und Leiterin der höheren Mädchenschule
- Roquette, Christoph (* 1982), deutscher Basketballspieler
- Roquette, Henri-Emmanuel de (1655–1725), französischer römisch-katholischer Geistlicher
- Roquette, Hermann (1892–1981), deutscher Rechtsanwalt und Fachbuchautor
- Roquette, Julie de (1763–1823), deutsche Dichterin
- Roquette, Otto (1824–1896), deutscher Schriftsteller
- Roquette, Peter (1927–2023), deutscher Mathematiker
- Roquette, Suzanne (1942–2020), deutsche Schauspielerin
- Roquette-Pinto, Claudia (* 1963), brasilianische Autorin und Übersetzerin
- Roquette-Pinto, Edgar (1884–1954), brasilianischer Schriftsteller, Ethnologe, Anthropologe und Arzt
- Roquevert, Noël (1892–1973), französischer FilmschauspielerNoël Roquevert (1892–1973)

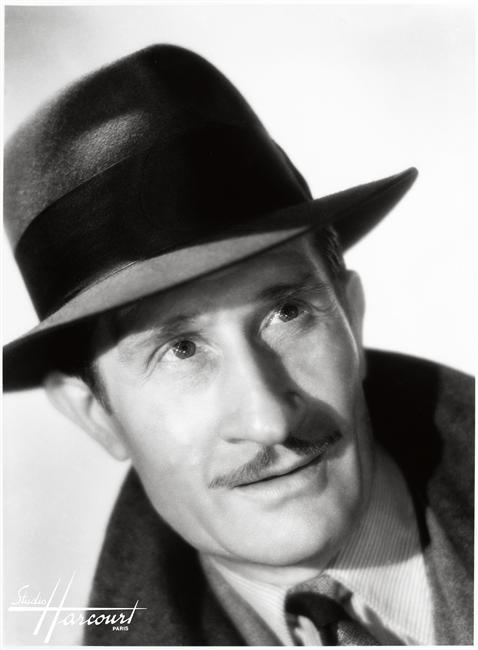
Noël Roquevert (1892–1973)